# Giambattista Dall’Olio

Eine Salterio oder Kastenzither, die Giambattista Dall’Olio zugerechnet wird, Museo Civico di Modena

Giambattista Dall’Olio (* 19. Februar 1739 in Villa Sesso; † 17. Mai 1823 in Modena) war ein italienischer Musikhistoriker und Musiktheoretiker.

## Leben und Wirken
Dall’Olio studierte in Bologna unter anderem bei Giambattista Martini. Er wurde 1764 Schullehrer und Organist der Kollegiatkirche in Rubiera bei Modena. 1784 wechselte er in die herzogliche Buchhaltung, 1815 wurde er als deren Leiter pensioniert. Seinen Ruhestand nutzte er zur Vervollständigung des Inventarverzeichnisses der Musikdrucke und -handschriften der Biblioteca Estense zu Modena. Dall’Olio war Mitglied der „Societá Italiana delle science“ in Modena und der „Accademia Filarmonica“ von Bologna.
Von Dall’Olio haben sich zwei Salterii (Baujahr 1764 und 1780) erhalten, die sich heute im Stadtmuseum Modena befinden. 1770 ließ er seinen Traktat Avvertimenti pei suonatori di Salterio drucken. Zwischen 1790 und 1808 veröffentlichte er sechs musiktheoretische Schriften und den Hymnus La Musica (1794), ein dem Komponisten Paisiello gewidmetes Gedicht.